# Gesteelde spiesmelde
De gesteelde spiesmelde (Atriplex longipes) is een halofyt die behoort tot de amarantenfamilie (Amaranthaceae) en komt voor in Noord-Europa. De soort staat op de Nederlandse Rode lijst van planten als zeldzaam tot zeer zeldzaam. Het is een eenjarige plant. De gesteelde spiesmelde is lang beschouwd als een variëteit van de spiesmelde. De gesteelde spiesmelde heeft onder in de bloeiwijze echter, vaak daarvan min of meer losstaand, vruchten, die langer zijn dan 12 mm, met stelen die > 70 % van de lengte van de vruchtbladen zijn. De gesteelde vruchtkleppen hebben iets uitspringende nerven. Het aantal chromosomen is 2n = 18.
De plant wordt 10 – 40 cm hoog en bloeit van juli tot in september. De bloeiwijze is een gevorkt bijscherm. De bloemen zitten in kluwens. Op dezelfde plant komen zowel mannelijke als vrouwelijke bloemen voor. Bestuiving gebeurt door de wind. De bloemen zijn sterk gereduceerd. De mannelijke bloemen hebben alleen kelkbladen. De vrouwelijke bloemen hebben geen kelkbladen en ook geen kroonbladen. Bij de vrouwelijke bloem komen wel twee karakteristieke, driehoekige vruchtkleppen voor, die als een soort vleugels aan de vrucht zitten, waardoor deze beter door de wind verspreid wordt.
De vrucht is een door vruchtkleppen omsloten nootje.